# Schenkenberg AG
| AG ist das Kürzel für den Kanton Aargau in der Schweiz. Es wird verwendet, um Verwechslungen mit anderen Einträgen des Namens Schenkenberg zu vermeiden. |

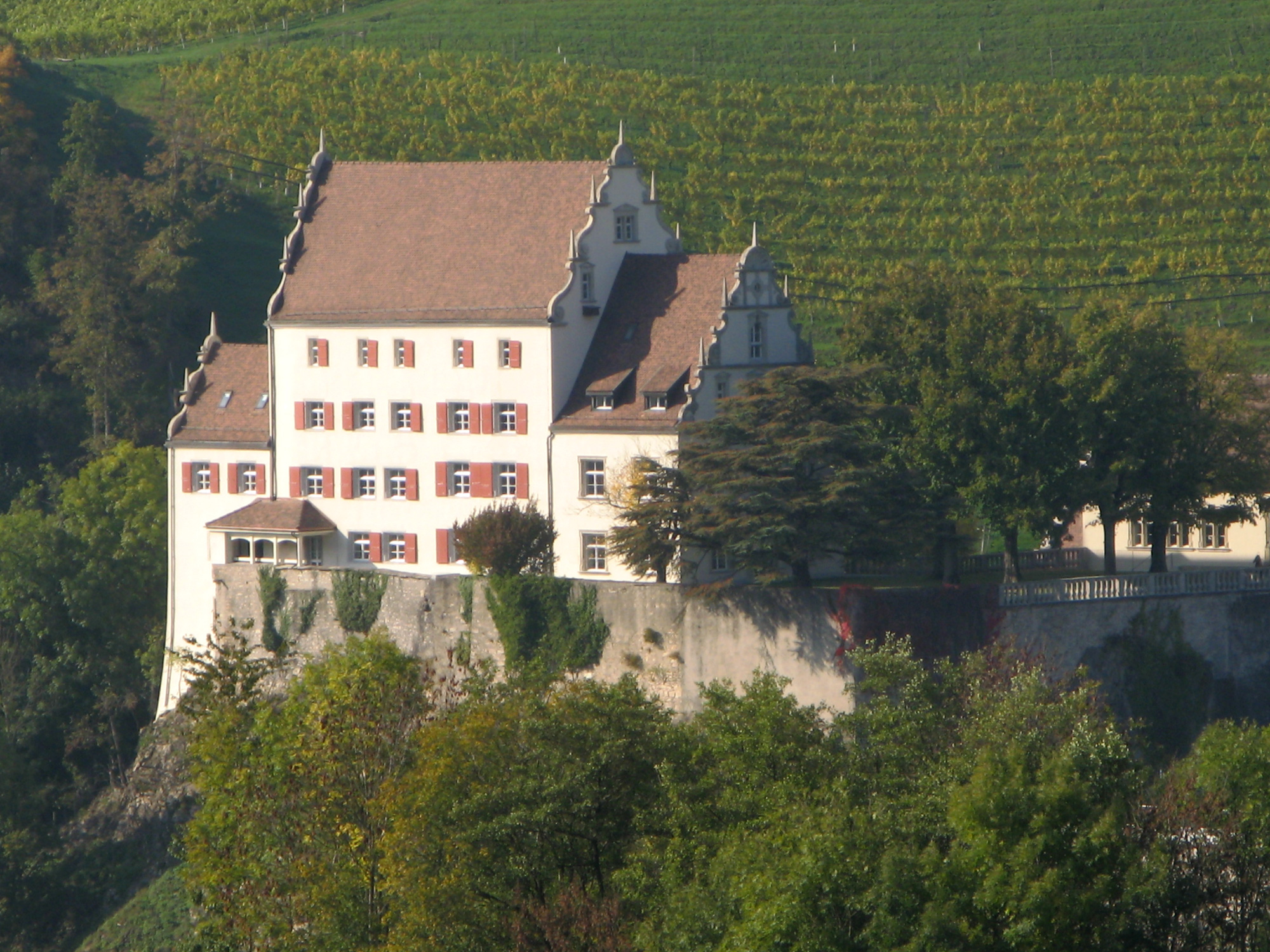
Schloss Kasteln in Oberflachs

Schenkenberg ist der Name einer im Kanton Aargau, Schweiz geplanten, aber nicht realisierten Fusionsgemeinde. Sie sollte durch die Vereinigung der Gemeinden Oberflachs, Schinznach-Bad, Schinznach-Dorf, Veltheim (AG) und Villnachern entstehen. 
Nach der Ablehnung durch die Stimmberechtigten der Gemeinde Veltheim am 5. April 2009 verfolgten die verbleibenden vier Gemeinden Oberflachs, Schinznach-Bad, Schinznach-Dorf und Villnachern zunächst ein neues Fusionsprojekt für eine Gemeinde Schinznach. Dieses Projekt scheiterte am 25. Oktober 2009 an der Urne, als die Stimmbürger von Villnachern das Projekt ablehnten.

## Quelle
- Amtliches Gemeindeverzeichnis, Liste der angekündigten Mutationen